# 주한 스페인 대사관
주한 스페인 대사관(스페인어: Embajada de España en Corea del Sur)은 대한민국 서울특별시 용산구에 있는 스페인 대사관이다.

## 공관 연혁
- 1959년 3월: 대한민국-스페인 국교 수립[1]
- 1973년 3월: 주한 상주 스페인 대사관 설치[2]
- 1973년 10월: 초대 상주대사 파견[3]:99쪽

## 역대 공관장
| 대수   | 이름                              | 스페인어 이름                   | 신임장 제정일 | 비고 |
| ------ | --------------------------------- | ------------------------------- | ------------- | ---- |
| 제1대  | 호세 마리아 아구아도 사라이에기   | José María Aguado Saralegui     | 1973년        |      |
| 제2대  | 루이스 케브보 파브레가            | Luis Cuervo Fábrega             | 1978년        |      |
| 제3대  | 라미로 페레스 마우라 데 에레라    | Ramiro Perez - Maura de Herrera | 1982년        |      |
| 제4대  | 페르민 프리에토 카스트로 루미에르 | Fermín Prieto-Castro Roumier    | 1986년        |      |
| 제5대  | 안토니오 코사노 페레스            | Antonio Cosano Pérez            | 1991년        |      |
| 제6대  | 카를로스 알론소 살디바르          | Carlos Alonso Zaldívar          | 1994년        |      |
| 제7대  | 엔릭크 로메우 라모스              | Enrique Romeu Ramos             | 1997년        |      |
| 제8대  | 엔리케 빠네스 칼페                | Enrique Panés Calpe             | 2001년        |      |
| 제9대  | 델핀 콜로메 푸홀                  | Delfín Colomé Pujol             | 2005년        |      |
| 제10대 | 후안 바우띠스따 레냐 까사스       | Juan Bautista Leña Casas        | 2008년        |      |
| 제11대 | 루이스 아리아스 로메로            | Luis Arias Romero               | 2011년        |      |
| 제12대 | 곤살로 오르티스 디에스 토르토사   | Gonzalo Ortiz Díez-Tortosa      | 2014년        |      |
| 제13대 | 후안 이그나시오 모로 비야시안     | Juan Ignacio Morro Villacián    | 2018년        |      |

## 같이 보기
- 스페인의 재외공관 목록
- 대한민국 주재 외국공관 목록
- 대한민국-스페인 관계
  - 주스페인 대한민국 대사관